# 衰落
在无线通信领域，衰落是指由于信道的变化导致接收信号的幅度发生随机变化的现象，即信号衰落。导致信号衰落的信道被称作衰落信道。
衰落可按时间、空间、频率，三个角度来分类。
在时间上，分为慢衰落和快衰落。慢衰落描述的是信号幅度的长期变化，是传播环境在较长时间、较大范围内发生变化的结果，因此又被称为长期衰落、大尺度衰落。快衰落则描述了信号幅度的瞬时变化，与多径传播有关，又被称为短期衰落、小尺度衰落。慢衰落是快衰落的中值。
在空间上，分为瑞利衰落和莱斯衰落。瑞利衰落适用于从发射机到接收机不存在直射信号的情况；相反，莱斯衰落适用于发射机到接收机存在直射路径的情况。
在频率上，分为平坦性衰落和选择性衰落。